# Mukejbla
Mukejbla (hebrejsky מֻקֵיבִּלָה, arabsky مقيبلة, anglicky Muqeibla, v oficiálním seznamu sídel Muqeible) je vesnice v Izraeli, v Severním distriktu, v Oblastní radě Gilboa.

## Geografie
Leží na jižním okraji zemědělsky intenzivně obdělávaného Jizre'elského údolí nadaleko od okraje pohoří Gilboa, v nadmořské výšce 91 metrů. Západně od vesnice přitéká na území Izraele tok řeky Kišon, zde ještě pouze jen coby nevelký tok.
Vesnice je situována 35 kilometrů jihozápadně od Galilejského jezera, 25 kilometrů západně od řeky Jordánu, cca 10 kilometrů jižně od města Afula, cca 70 kilometrů severovýchodně od centra Tel Avivu a cca 45 kilometrů jihovýchodně od centra Haify. Mukejblu obývají izraelští Arabové, přičemž ale etnické složení osídlení tohoto regionu je převážně židovské. Mukejbla, spolu se s nedalekou vesnicí Sandala, jsou zde jedinými arabskými sídly, navíc vzájemně oddělenými židovskou vesnicí Magen Ša'ul. Mukejbla ovšem leží necelý 1 kilometr severně od Zelené linie, která odděluje Izrael od okupovaného Západního břehu Jordánu s demografickou převahou palestinských Arabů (město Dženín). Od Západního břehu Jordánu byl ale region okolo Mukejbly počátkem 21. století oddělen izraelskou bezpečnostní bariérou.
Mukejbla je na dopravní síť napojena pomocí dálnice číslo 60.

## Dějiny
Mukejbla byla založena počátkem 19. století obyvateli nedaleké arabské vesnice Burqin (dnes na Západním břehu Jordánu). Pojmenována podle šejka Mukejbla, který má ve vesnici hrob. V obci se ale dochovaly i zbytky starší studny z dob Talmudu a Mišny. Podle jiných pramenů založena už v 18. století. Jako datum založení se uvádí i rok 1918 (patrně myšleno oficiální uznání jako samostatná obec).
Tato arabská vesnice měla v roce 1922 201 obyvatel.
Poblíž vesnice postavili v době mandátní Palestiny za druhé světové války Britové přistávací dráhu pro letadla. Ta byla později využita během války za nezávislost v roce 1948. Během války za nezávislost v roce 1948 byla sice vesnice ovládnuta izraelskými silami. Na rozdíl od mnoha jiných arabských vesnic nebyla ovšem Mukejbla vysídlena a uchovala si svůj etnický ráz i v rámci státu Izrael.
V obci funguje základní škola (druhá byla postavena roku 2004). Střední škola je pro všechny arabské obce v této oblastní radě ve vesnici Na'ura. V obci je mešita i kostel pro křesťanskou část obyvatelstva. Ekonomika vesnice je zčásti založena na zemědělství, část obyvatel za prací dojíždí (zejména stavební průmysl).

## Demografie
Podle údajů z roku 2014 tvořili naprostou většinu obyvatel v Mukejble Arabové. Jde o menší sídlo vesnického typu s rostoucí populací. K 31. prosinci 2014 zde žilo 3581 lidí. Během roku 2014 populace stoupla o 1,9 %.
| Rok            | 1922 | 1945 | 1961 | 1972 | 1983  | 1995  |
| -------------- | ---- | ---- | ---- | ---- | ----- | ----- |
| Počet obyvatel | 210  | 460  | 459  | 793  | 1 257 | 2 072 |

| Rok            | 2001  | 2003  | 2004  | 2005  | 2006  | 2007  | 2008  | 2009  | 2010  | 2011  | 2012  | 2013  | 2014  |
| -------------- | ----- | ----- | ----- | ----- | ----- | ----- | ----- | ----- | ----- | ----- | ----- | ----- | ----- |
| Počet obyvatel | 2 760 | 2 909 | 2 985 | 3 041 | 3 098 | 3 168 | 3 262 | 3 102 | 3 163 | 3 340 | 3 459 | 3 513 | 3 581 |